# Міжнародний день фіолетового хіджаба
Міжнародний день Фіолетового Хіджаба (іноді Всесвітній день Хіджаба або День куфі) — міжнародний день пам'яті жінок, які зазнали домашнього насильства. Проводиться у другу неділю лютого. Найчастіше відзначається серед мусульман, а саме серед жінок одягнутих у фіолетовий хіджаб, проте кожна і кожен може взяти участь у заході, одягнувши будь-який фіолетовий елемент одягу: шарф, краватку або Куфі.

## Передумови
Побутує поширений міф, що насильство проти жінок дозволене ісламом. У соціальній мережі було створено угрупування «Байтул Салам», головним завданням якого є допомога жінкам, які зіткнулися з домашнім насильством; вони заявляють, що «одним з найжахливіших стереотипів є те, що іслам надає чоловікам право бити своїх дружин». Інше угрупування «Голос лівійських жінок», яке провело день фіолетового хіджабу вперше в Лівії, стверджує, що це жахливе непорозуміння і свідоме зловживання релігією. Замість цього, вони говорять, що іслам виховує, а «мусульмани не завдають шкодити іншим». Сана Тарік, організаторка дня фіолетового хіджабу в Едмонтоні, говорить, що «жінки-мусульманки не повинні бути об'єктом гноблення чи знущання» і що домашнє насильство — це тема, яка викликає занепокоєння серед багатьох людей.

## Історія
Відому мусульманку та співзасновницю американського телеканалу «Bridges» Айшу Зубайр роками піддавав домашньому насильству і убив її чоловік. «Її вбивство та питання насильства в побуті призвело до різких змін в мусульманському суспільстві», сказала Айша Хедая Маджид, працівниця міжнародної організації «Байтул Салам» по боротьбі з домашнім насильством. Протягом кількох днів після смерті Зубайр, громадські угрупування стали виступати проти домашнього насильства в мусульманському суспільстві. 
День Фіолетового Хіджабу відбувається щороку напередодні дати смерті Зубайр, а саме 12 лютого 2009 року, як день пам'яті про неї і те, що вона перенесла у результаті домашнього насильства. День Фіолетового Хіджабу уперше був проведений 13 лютого 2010 року. Фіолетовий колір був обраний тому, що він асоціюється з жалобою. Люди, які пропагують День Фіолетового Хіджабу, наголошують, що цей день несе у собі підґрунтя символізму і лише «сумлінна праця принесе розвиток нашому суспільству». Перший рік таких заходів розпочинався з проведення семінарів у Род-Айленді та молитовних чергувань в Атланті.

## Заходи
Лівія провела анонімне опитування жінок про домашнє насильство. Результати були надані прем'єру-міністру Лівії.
Деякі угрупування, такі як Ісламський культурний центр Ірландії, перенесли відзначення цієї події на середу, надавши інформацію та нововведення.
Для поширення інформації про День Фіолетового Хіджабу мусульманки використовують такі хештеги, як викорінення насильства проти жінок.